# بومي بدنيكار
بومي بدنيكار (بالإنجليزية: Bhumi Pednekar)‏ ممثلة هندية ولدت عام 1989 بدأت مسيرتها الفنية بفيلم (دم لاقا كي هايشا) وحظيت بشد انتباه النقاد وصرحت بهومي بأنها زادت وزنها 15 كيلوجراما لكي تناسب الدور.

## تميزها
تتميز بهومي على باقي الممثلات الصاعدات على أنها لافتة للنظر كثيرا. حيث ان بهومي تعتبر من اعلى النجمات الصاعدات اجرا والاكثرهن موهبة وشعبية.

## الجوائز
| Year | Film               | Award                                  | Category                                          | Result | Ref.   |
| ---- | ------------------ | -------------------------------------- | ------------------------------------------------- | ------ | ------ |
| 2016 | Dum Laga Ke Haisha | جوائز فيلم فير                         | جائزة فيلم فير لأفضل ممثلة صاعدة                  | فوز    | [ 6 ]  |
| 2016 | Dum Laga Ke Haisha | جوائز نجم النقابة                      | Best Female Debut                                 | فوز    |        |
| 2016 | Dum Laga Ke Haisha | جوائز الشاشة                           | Best Female Debut                                 | فوز    |        |
| 2016 | Dum Laga Ke Haisha | جوائز زي سيني                          | جائزة زي سيني لأفضل ممثلة واعدة                   | فوز    |        |
| 2016 | Dum Laga Ke Haisha | جوائز ستارداست                         | Superstar of Tomorrow – Female                    | فوز    |        |
| 2016 | Dum Laga Ke Haisha | BIG Star Entertainment Awards          | Most Entertaining Actor in a Social Role - Female | فوز    |        |
| 2016 | Dum Laga Ke Haisha | جوائز الأكاديمية الدولية للفيلم الهندي | Best Female Debut                                 | فوز    |        |
| 2018 | المرحاض: قصة حب    | جوائز زي سيني                          | Best Actor – Female (Viewer's Choice)             | رُشِّح    | [ 7 ]  |
| 2018 | المرحاض: قصة حب    | جوائز زي سيني                          | Best Actor – Female (Jury's Choice)               | رُشِّح    | [ 7 ]  |
| 2018 | شوب مانجال سافدهان | جوائز الشاشة                           | Best Actor – Female (Popular)                     | رُشِّح    |        |
| 2018 | شوب مانجال سافدهان | جوائز فيلم فير                         | Best Actress                                      | رُشِّح    | [ 8 ]  |
| 2018 | شوب مانجال سافدهان | News18 Reel Movie Awards               | Best Actress                                      | رُشِّح    | [ 9 ]  |
| 2018 | شوب مانجال سافدهان | جوائز الأكاديمية الدولية للفيلم الهندي | Best Actress                                      | رُشِّح    | [ 10 ] |

## وصلات خارجية
- بهومي بيدنيكار على موقع IMDb (الإنجليزية)
- بهومي بيدنيكار على موقع قاعدة بيانات الأفلام العربية
- بهومي بيدنيكار على موقع قاعدة بيانات الفيلم (الإنجليزية)
- بهومي بيدنيكار على موقع كينوبويسك (الروسية)